# 特雷莎 (紐約州)
特雷莎（英語：Theresa）是一個位於美國紐約州傑佛遜縣的鎮。

## 人口
根據2020年美國人口普查的數據，特雷莎的面積為181.27平方千米，當中陸地面積為168.66平方千米，而水域面積為14.61平方千米。當地共有人口2648人，而人口密度為每平方千米15人。